# 小行星8575
小行星8575（英語：8575 Seishitakeuchi）是一颗围绕太阳公转的小行星。1996年11月7日，圓舘金、渡邊和郎在北见发现了此天体。
这颗小行星的绝对星等为37.18770等。